# スマイリーフェイス

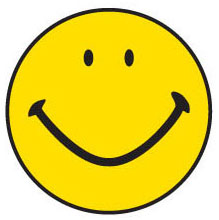
1963年に創作・著作された最初のスマイリー・フェイス

スマイリーフェイス（英: smiley face）、または単にスマイリーは、黄色い円形に、笑顔の描かれたキャラクターグッズ用キャラクター群である。
日本ではニコちゃんマーク、ニコニコマーク、スマイルマークなどとも呼ばれる。

## 概要
スマイリー・フェイスは、シンプルな笑顔の顔を描いたアイコンであり、ポジティブな感情や幸福感を表現するシンボルとして広く認識されている。1963年にアメリカのグラフィックデザイナー、ハーベイ・ボールによってデザインされた。

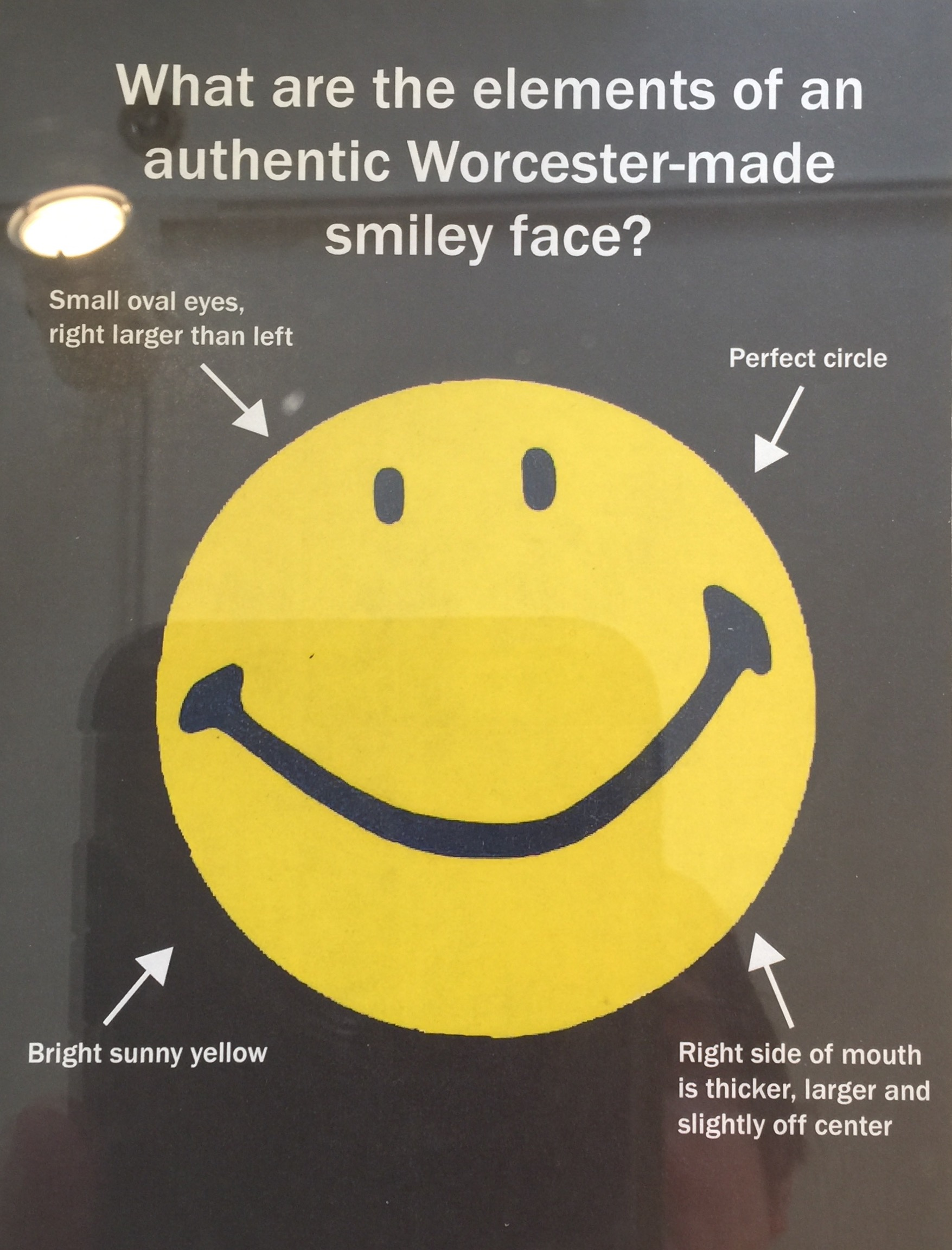
ハーベイボールが描いたスマイリーフェイス

ハーベイ・ボールとスマイリー・フェイス

メキシコのスナック会社サブリタス社のスマイリー・フェイス

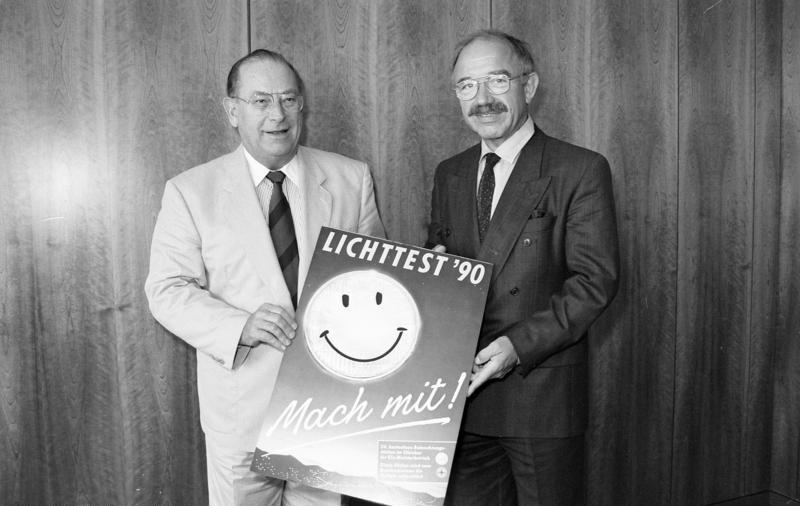
ドイツのスマイリーフェイス

笑顔のマーク自体は、紀元前1700年頃のヒッタイト遺跡から出土したポットにも見ることができる。
1963年12月、アメリカ・マサチューセッツ州ウースター市にある「ステート生命保険」の関連会社で、年明けからの社内キャンペーンとして、ポスター、カード、バッジ等で使うデザインを地元の商業美術家であるハーベイ・ボールに依頼、ボールによってデザインされた。ボールはこのスマイリーフェイスに関して、最初の保険会社から受け取った45ドル以外の収入を受けていない。世界中で商標登録を行い、それをビジネスとして多額の収入を得ようというような考えは全く持たなかった。なお当時は類似の意匠がすでに多数出回っていた。
1996年7月10日、ウースター市のレイモンド・マリアーノ市長により、スマイリー・フェイスが1963年にハーベイ・ボールによって創作されたことが公認されている。ちなみに同市はその7月10日を「ハーベイ・ボールの日」と宣言した。また、マサチューセッツ州上・下院議員総会にてスマイリー・フェイスがハーベイ・ボールによって創作・著作されたことが公認され、「決議宣言」がされた。「ウースター博物館」ではスマイリー・フェイスとハーベイ・ボールを称えて特別の展示コーナーを設け、現在まで続いている。
1998年2月28日、「ウースター市政150周年記念式典」に来賓として来場した連邦上院議員ジョン・ケリー（後の大統領候補）は、演説でハーベイ・ボールがスマイリー・フェイスを創作・著作したという事を公言した。
1999年、アメリカの70年代を代表するイメージとしてアメリカの郵政公社の記念切手にスマイリー・フェイスが採用された。同年10月1日、ウースター市の「ワールド・スマイル・デイ」（第1回）の会場に郵政公社の代表が来賓として参加し、スマイリー・フェイスはハーベイ・ボールが制作・著作したと公言した。
2001年4月12日、ハーベイ・ボールが死去した時、全世界の新聞で「スマイルの生みの親」として報道された。

### ハーベイ・ボール・ワールド・スマイル財団
その後、ハーベイ・ボールの息子であり、マサチューセッツ州の弁護士であるチャールズ・ボールを会長として「ハーベイ・ボール・ワールド・スマイル財団」が設立され、「スマイリー・フェイスを世界平和の礎にする」ためのボランティア活動を展開している。1998年には「日本支部」が誕生し、日本でもボランティア活動を行っている。
ハーベイ・ボールは生前の1999年から、毎年10月の第1金曜日を「ワールド・スマイル・デイ」と定めてウースター市と共同でイベントを行っている。ワールド・スマイル・デイを開始した頃から「スマイルの商品化事業」を開始して、その収益をそのイベントの費用としている。その商品化事業の代理人はジャス・インターナショナル株式会社である。また、財団の所有する登録商標は関連会社ハーベイ・ボール・スマイル・リミテッドによって合計873件が日本の特許庁で登録されている。

## 歴史

### 起源
スマイリー・フェイスは、1963年にアメリカのグラフィックデザイナー、ハーベイ・ボールによってデザインされた。彼は、職場の士気を高めるためにこのシンプルな笑顔の顔を作成した。

### 商業利用
スマイリー・フェイスは、1970年代に入り、さまざまな商品や広告に使用されるようになった。特に、Tシャツやステッカーなどのアイテムに広まり、人気を博した。

### 文化的アイコン
1980年代には、スマイリー・フェイスがポップカルチャーのアイコンとして定着した。音楽、映画、アートなど、さまざまな分野で使われるようになり、特にヒッピー文化や反体制運動の象徴としても認識された。1990年代以降はインターネットの普及とともに、スマイリー・フェイスはデジタルコミュニケーションでも使われるようになった。絵文字やスタンプとして、多くの人々に利用されている。

### 現代の利用
今日では、スマイリー・フェイスは感情を表現するための広く認識されたシンボルとなっており、SNSやメッセージアプリで頻繁に使用されている。また、さまざまなバリエーションが存在し、ポジティブな感情を表すアイコンとして親しまれている。

## ハーベイ・ボール・ワールド・スマイル財団
その後、ハーベイ・ボールの息子であり、マサチューセッツ州の弁護士であるチャールズ・ボールを会長として「ハーベイ・ボール・ワールド・スマイル財団」が設立され、「スマイリー・フェイスを世界平和の礎にする」ためのボランティア活動を展開している。1998年には「日本支部」が誕生し、日本でもボランティア活動を行っている。
ハーベイ・ボールは生前の1999年から、毎年10月の第1金曜日を「ワールド・スマイル・デイ」と定めてウースター市と共同でイベントを行っている。ワールド・スマイル・デイを開始した頃から「スマイルの商品化事業」を開始して、その収益をそのイベントの費用としている。その商品化事業の代理人はジャス・インターナショナル株式会社である。また、財団の所有する登録商標は関連会社ハーベイ・ボール・スマイル・リミテッドによって合計873件が日本の特許庁で登録されている。

## 名誉スマイル大使
名誉スマイル大使とは、ハーベイボールワールドスマイル財団に表彰される人物のことを指す。表彰された人物を挙げると元プロバスケットボール選手のエルジン・ベイラー、元プロ野球選手のデーブ・スティーブなどが挙げられる。

## いい1日を!
スマイリーフェイスを表す『Have a nice day!』は、ハーベイボール本人がつけた訳ではなく，フィラデルフィアのスペイン兄弟が付けた言葉。

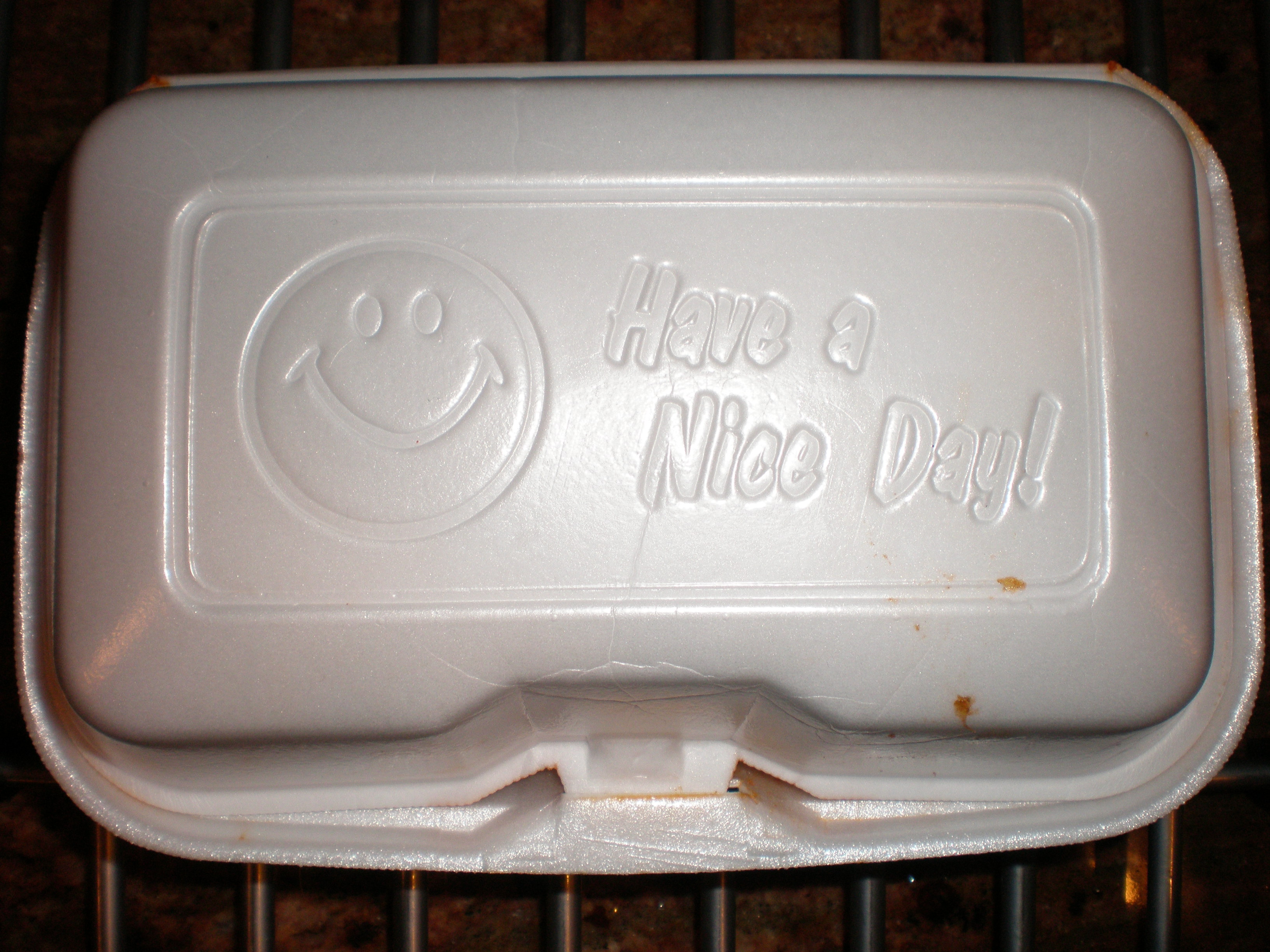
スマイリーフェイスと『Have a nice day』が書かれたポリスチレン製の箱

## ワールド・スマイル・デイ
黄色い顔に小さい目で知られる「スマイリー・フェイス」は、米国のハーベイ・ボールによって1963年に創作・著作されたものである。この「スマイリー・フェイス」が、日本において「日本再生のシンボル」に選ばれ、「スマイル国民運動」が行われることになった。10年以上続いている日本の大不況を脱出するためには、国民の「スマイル（笑顔）」が必要であると考えられたためである。 
この運動を主宰するのが「スマイル国民運動本部」で、「ハーベイ・ボール・ワールド・スマイル財団」の日本支部が全面的にバックアップしている。会長には国際政治学者であり元参議院議員の舛添要一が就任し、18名の副会長も協力している。その他300名の「推進委員」が「名誉スマイル大使」を兼ねて活動中。また、ハーベイ・ボールが力を入れているのが、このマークを「世界平和の礎」とすべく、毎年10月第1金曜日に開催されるワールド・スマイル・デイのボランティア活動である。第1回は1999年10月1日にウスター市で開催され、当日マサチューセッツ州の上・下院の合同議員総会でスマイリー・フェイスがハーベイ・ボールによって1963年に創作された事が公認され、アメリカ下院議員のハリエット・チャンドラーハリエッド・チャンドラー社のスマイリー・フェイスにより「決議書」が授与された。これによりボールの創作権・著作権が公式に認められた。第2回は2000年10月6日、同じくウスター市で開催された。

## ウォルマートとの論争
1990年代、ウォルマートは低価格や節約を象徴する手段としてスマイリーフェイスのシンボルを広告に採用した。これは「ロールバック価格」の表示などにも使われた。しかし2000年代半ば、スマイリーフェイスの商標権を主張するスマイリー社（Smiley Company）との法的対立が起きたほか、より洗練されたブランド戦略を目指す意向もあり、同社はこのシンボルの使用を一時的に停止した。その後、2016年にウォルマートはスマイリーフェイスを再導入し、激化する価格競争の中で「低価格へのコミットメント」の象徴として再び強調するようになった。この復活には、ブランドへのノスタルジーや、顧客との感情的なつながりを重視する意図も含まれていた。

## スマイル詐欺事件
「スマイル」（スマイリー・フェイスの略称）は1963年（昭和38年）に、米国マサチューセッツ州ウースター市のハーベイ・ボールによって創作・著作されたものである。その後、日本の文具メーカーがそれを無断で導入し、1970年（昭和45年）に日本に普及した。ところが平成9年、その「スマイル」の著作権と登録商標権をヨーロッパ人が所有していると主張し、日本での代理人と共に大々的な記者会見を行い、日本経済新聞で2回にわたり全面広告を掲載した。これまでスマイルは自由に使えると考えていた日本のメーカー30社は驚きと戸惑いを感じ、合計数億円の支払いをさせられた。この事態を非難した朝日新聞とFM東京がヨーロッパ人から提訴されたが、FM東京は東京高裁で勝訴し、ヨーロッパ人の詐欺的事業が日本で確定した。

## スマイリーフェイスを扱ったゲーム
2008年に発売された「バトルフィールド バッド カンパニー」には、ブランディングの一環として、手榴弾の側面、表紙にスマイリーフェイスが使用された。

## 日本における事例
日本での「スマイリー･フェイス」は1970年（昭和45年）、サンスター文具やリリックといった日本の文具メーカーの関係者が、当時アメリカの「文具ショー」を訪問。帰国後アメリカの大流行を真似て日本で「ニコニコ・マーク」、「ラブ・ピース」として流行を仕掛けたのが最初である。

## その他
ベトナム戦争時スマイリーフェイスが描かれているヘルメットを着用しているアメリカ兵がいた。
1971年のメイシーズ・サンクスギヴィング・デイ・パレードにスマイリーフェイスのバルーンが登場した。
ロンドンオリンピックの開会式ではスマイリーフェイスのバルーンが登場した。

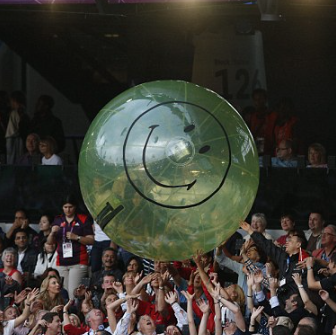
スマイリーフェイスのバルーン

## Unicode
コンピュータ上の文字コードであるUnicodeには、スマイリーフェイスのようなマークが定義されている。

## 関連項目

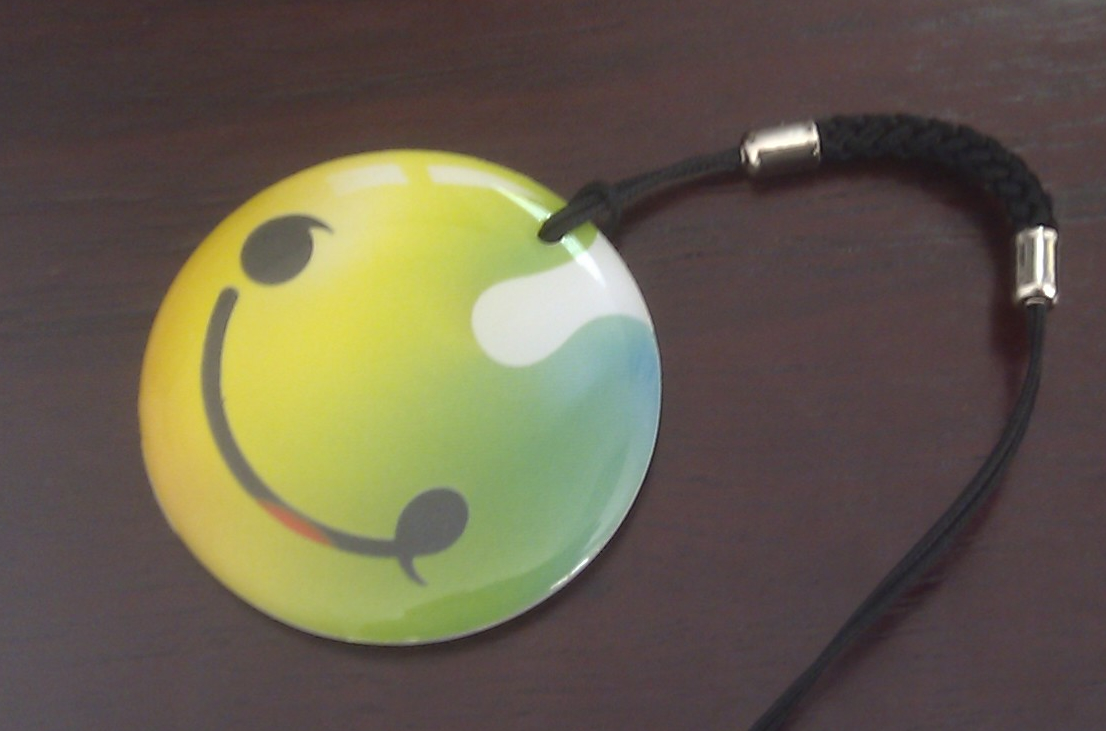
深圳通ユニバーシアードユーユーミニカード